# Soehrensia thelegonoides
Soehrensia thelegonoides ist eine Pflanzenart aus der Gattung Soehrensia in der Familie der Kakteengewächse (Cactaceae). Das Artepitheton thelegonoides leitet sich vom griechischen Wort -oides für ‚ähneln‘ ab und verweist auf Ähnlichkeit der Art mit Soehrensia thelegona.

## Beschreibung
Soehrensia thelegonoides wächst strauchig mit niederliegend-aufrechten, 3 bis 6 Meter langen Trieben. Niederliegende Triebteile sind sehr dick, aufrechte Triebteile werden bis zu 1 Meter hoch und weisen einen Durchmesser von 5 bis 8 Zentimeter auf. Es sind 15 bis 16 niedrige  und stumpfe Rippen vorhanden, die etwas gekerbt, aber nicht gehöckert sind. Zwischen den kleinen, kreisrunden Areolen ist eine deutliche Furche vorhanden. Aus den Areolen entspringen gelbe bis bräunliche, borstenartige Dornen, die im Alter vergrauen. Die vier Mitteldornen sind 0,7 bis 1,5 Zentimeter lang. Die etwa elf Randdornen weisen eine Länge von 0,5 bis 0,7 Zentimeter auf.
Die trichterförmigen, weißen, duftenden Blüten erscheinen seitlich oder in der Nähe der Triebspitzen und öffnen sich in der Nacht. Sie sind 20 bis 24 Zentimeter lang. Die kugelförmigen bis ellipsoiden Früchte weisen einen Durchmesser von 4 bis 6 Zentimeter auf.

## Verbreitung, Systematik und Gefährdung
Soehrensia thelegonoides ist in der argentinischen Provinz Jujuy auf trockenen Hängen in Höhenlagen von 500 bis 2000 Meter verbreitet.
Die Erstbeschreibung als Cereus thelegonoides durch Carlos Luis Spegazzini wurde 1905 veröffentlicht. Boris O. Schlumpberger stellte die Art 2012 in die Gattung Soehrensia. Weitere nomenklatorische Synonyme sind Trichocereus thelegonoides (Speg.) Britton & Rose (1920) und Echinopsis thelegonoides (Speg.) H.Friedrich & G.D.Rowley (1974).
In der Roten Liste gefährdeter Arten der IUCN wird die Art als „Vulnerable (VU)“, d. h. als gefährdet geführt.

## Nachweise